# Songpa-dong

Trung tâm dịch vụ cộng đồng Songpa 2-dong

Songpa-dong là một dong (phường) của quận Songpa ở Seoul, Hàn Quốc; nó được chia ra thành Songpa 1-dong và Songpa 2-dong. Có ba giả thiết về tên gọi Songpa, một trong số đó có thể đến từ "Songpa Naruteo" (송파나루터: phà Songpa).

## Giáo dục
Các trường học ở Songpa-dong:
- Trường tiểu học Joongdae Seoul (서울중대초등학교)
- Trường tiểu học Songpa Seoul (서울송파초등학교)
- Trường trung học cơ sở Garak (가락중학교)
- Trường trung học nữ sinh Ilsin (일신여자중학교)
- Trường trung học phổ thông Garak (가락고등학교)
- Trường trung học phổ thông nữ sinh Jamsil (잠실여자고등학교)
- Trường trung học phổ thông thương mại nữ sinh Ilshin (일신여자상업고등학교)

## Giao thông
Có thể đến Songpa-dong thông qua:
- Ga Seokchon trên tàu điện ngầm Tuyến Seoul 8
- Ga Songpa trên tàu điện ngầm Tuyến Seoul 8